# Тасмания
Тасма́ния (англ. Tasmania, палава-кани lutruwita; до 1856 года — Земля Ван-Димена или Вандименова земля) — австралийский штат, расположенный на одноимённом острове в 240 км к югу от материка Австралии, отделённом от континента проливом Басса. Площадь — 68 401 км². Администрация также распространяется на ближайшие острова (Кинг, Флиндерс и др.) и отдалённый остров Маккуори.
Население — 571 165 человек (оценка на март 2022 г.). Столица и крупнейший город — Хобарт.
Другие крупные города — Лонсестон, Девонпорт и Берни.
Большинство населения говорит на английском языке. Сведений об исконных языках острова — тасманийских — очень мало.

## Этимология
Остров был открыт Абелем Тасманом в 1642 году, он назвал его Вандименовой Землёй (в честь генерал-губернатора голландских колоний в Ост-Индии — Антони ван Димена, организовавшего экспедицию по поиску новых земель). В середине XIX века (1 января 1856 года) остров назвали Тасманией, в честь этого голландского мореплавателя.

## География
Площадь острова Тасмании составляет 68 401 км². Он расположен в «ревущих сороковых» широтах на пути устойчивых штормовых западных ветров. Омывается Индийским и Тихим океанами и отделён от Австралии Бассовым проливом. Тасмания имеет кратчайшую в Австралии сухопутную границу — со штатом Виктория. Официальная сухопутная граница между Викторией и Тасманией проходит на протяжении 85 метров по 39° 12' южной широты через островок Баундари-Айлет в Бассовом проливе.
Остров Тасмания — материковый остров, он является структурным продолжением Большого Водораздельного хребта Австралии. Берега образуют многочисленные заливы (Маккуори, Сторм, Грейт-Ойстер-Бей и др.).

### Рельеф
Считается, что остров Тасмания до конца последней ледниковой эпохи (приблизительно 10 000 лет назад) был частью материковой Австралии. 
Большая часть острова состоит из интрузий диабаза юрского периода (выходов магмы) в другие горные породы, иногда образующих обширные столбчатые структуры. Тасмания является крупнейшей в мире областью распространения диабаза, образующего здесь множество своеобразных гор и скал. Из него в основном сложено центральное плато и юго-восточная часть острова. Гора Веллингтон около Хобарта со скальными сбросами в виде колонн, которые получили название «орга́нных труб» (англ. Organ Pipes), является показательным примером. В южной части — примерно на уровне Хобарта — диабаз проходит через слои песчаника и похожих осадочных пород. На юго-западе докембрийские кварциты из очень древних морских отложений образует острые хребты и горы — например, Федерейшен-Пик («Пик Федерации») и Френчменс-Кап. На северо-востоке и востоке можно увидеть континентальные граниты, похожие на прибрежные граниты материковой Австралии. Для северо-запада и запада характерны богатые минералами вулканические породы. На юге и северо-западе также встречаются известняки с пещерами.
Зоны кварцитов и долеритов в высоких горах носят следы оледенения, особенно на центральном плато и на юго-западе острова. Например, гора Крейдл ранее являлась нунатаком. На крайней юго-западной оконечности штата порода почти полностью состоит из кварцита, что создаёт у зрителя ложное впечатление круглогодичных снежных шапок на вершинах гор.
Поскольку на острове отсутствовала вулканическая активность в последнее (в геологическом масштабе) время, в рельефе преобладают обособленные крутосклонные плато и нагорья высотой 600—1000 м, что делает Тасманию наиболее гористым штатом Австралии. Расположенная по течению реки Маккуори (впадающей в Саут-Эск, а затем в Теймар) низменность Мидлендс с относительно ровным рельефом, используемая в основном для сельскохозяйственных нужд, отделяет Восточное нагорье (самая высокая точка — гора Легс-Тор, 1572 м) от Центрального плато (самая высокая точка — гора Осса, 1617 м — является также высшей вершиной Тасмании).

### Полезные ископаемые
Важнейшие полезные ископаемые: полиметаллические и железные руды, олово, медь, золото и др.

### Климат
Климат на севере острова — субтропический, на юге — умеренный, влажный. В Хобарте средняя температура июля — +8 °C, февраля — +17 °C. На плато и в горах температура зимних месяцев — ниже 0 °C. 
В западной части острова выпадает более 1000 мм осадков в год (в заливе Маккуори — 2800 мм), в восточной — в среднем, 600 мм в год. Имеется ярко выраженная сезонность выпадения осадков, наибольшее количество которых приходится на зимние месяцы. В январе и феврале обычно выпадает 30-40 % осадков от уровня июля и августа, однако и в наиболее засушливые месяцы дожди выпадают через день. Дождливых дней в году в Тасмании намного больше, чем в любой части материковой Австралии.
Несколько зон в центре Тасмании, а также остров Флиндерс в 2007 году были объявлены правительством штата засушливыми районами.
Абсолютный максимум температуры в Тасмании +42,2 °C был отмечен 30 января 2009 года в посёлке Скамандер. Минимальная температура — −13 °C — была отмечена 30 июня 1983 года в посёлке Тарралиа.

### Водоёмы
Благодаря гористому рельефу в Тасмании имеется большое количество рек, многие из которых перегорожены плотинами гидроэлектростанций, полностью обеспечивающих потребности штата в электроэнергии. Большинство рек берут начало на Центральном плато и спускаются к побережью. На берегах эстуариев рек, как правило, располагаются крупные населённые пункты.
Крупнейшие реки — Теймар и Маккуори на севере и Деруэнт на юге — полноводны, но порожисты, а потому судоходны только в низовьях. На Центральном плато много озёр ледникового происхождения.

### Почвы
Почвы на западе — бурые лесные, в горах оподзоленные и горно-луговые, на севере и востоке — желтозёмы и краснозёмы.

### Флора и фауна
Животный и растительный мир Тасмании богат эндемиками.
На Тасмании 44 % территории покрыто дождевыми лесами, причём 21 % занимают национальные парки. Изобилующие форелью озёра, реки и водопады, пополняющиеся дождевой и талой водой, питают леса, где растут молочай тирукалли, эвкалипты царственный и Ганна, миртовые, нотофагус Каннингема, акация чёрная, сассафрас, эукрифия блестящая, филлокладус асплениелистный, диксония антарктическая и дакридиум Франклина.
Сумчатый волк — один из эндемиков Тасмании — изображён на гербе острова, но является сегодня вымершим (был полностью истреблён человеком в 1930-х годах). Другому уникальному сумчатому Тасмании — тасманийскому дьяволу — исчезновение может грозить по причине уникального онкологического заболевания — лицевой опухоли. В настоящее время учёными Австралии ведётся интенсивная работа по предотвращению распространения этого заболевания среди тасманийских дьяволов.

Тасмания также славится тонкоклювым буревестником. Начиная полёт в Тасмановом море и облетая Тихий океан, буревестник из года в год возвращается на свои песчаные гнездовья. Невдалеке от гнёзд тонкоклювых буревестников, куда они прилетают только по ночам, обитает нелетающая птица с коротким клювом — малый пингвин, представляющий самый мелкий вид из ныне существующих пингвинов: масса тела у взрослых особей не больше, чем у кошки.

## История

### Период аборигенов
Тасмания первоначально была заселена тасманийскими аборигенами (тасманийцами). Находкам, свидетельствующим об их присутствии в этом регионе, позднее ставшим островом, как минимум 35 тысяч лет. Подъём уровня океана отрезал Тасманию от материковой Австралии приблизительно 10 тысяч лет назад.
Ко времени контакта с европейцами тасманийцы делились на девять основных этнических групп. Из-за принесённых европейцами инфекционных заболеваний, к которым у аборигенов не было иммунитета, и геноцида англичанами коренное население острова сократилось к 1833 году до 300 человек. Почти все аборигены были переселены Джорджем Августом Робинсоном на остров Флиндерс.
Женщина по имени Труганини (1812—1876) считается последней чистокровной тасманийкой, однако есть доказательства, что последней была другая женщина, Фанни Кокрейн Смит, родившаяся в Вайбалену и умершая в 1905 году.

### Первые европейцы
Первым европейцем, увидевшим Тасманию, стал 24 ноября 1642 года голландский исследователь Абел Тасман, высадившийся в заливе Блэкмэн. В 1773 году Тобиас Фюрно стал первым англичанином, высадившимся на берег Тасмании в заливе Адвенче. Французская экспедиция, возглавленная Марком Жозефом Марион-Дюфреном, высаживалась на остров в заливе Блэкмэн в 1772 году. Капитан Джеймс Кук с молодым Уильямом Блаем на борту останавливался в заливе Адвенче в 1777 году. Уильям Блай возвращался сюда в 1788 году (на корабле Баунти) и в 1792 году (на корабле Провиденс вместе с молодым Мэтью Флиндерсом). Множество других европейцев побывали на острове, оставив после себя названия топографических объектов. Мэтью Флиндерс и Джордж Басс в 1798—1799 годах впервые доказали, что Тасмания является островом.
Первое поселение на острове — Рисдон-Коув — было основано британцами в 1803 году на восточном берегу устья реки Деруэнт. Небольшая партия поселенцев была направлена из Сиднея под командой Джона Боуэна с целью предотвращения французских притязаний на остров. Ещё одно поселение — Салливанс-Коув — было основано капитаном Дэвидом Коллинзом в 1804 году в пяти километрах южнее на западном берегу, где было больше источников питьевой воды. Позднее поселение было названо Хобартом в честь тогдашнего государственного секретаря по делам колоний лорда Хобарта. Поселение Рисдон позднее было заброшено.
Первыми поселенцами были, в основном, каторжники и их вооружённая охрана. Им ставилась задача развития сельского хозяйства и промышленности. На острове возникло множество поселений, включая каторжные тюрьмы в Порт-Артуре на юго-востоке и в заливе Маккуори на западном побережье. В течение 50 лет с 1803 по 1853 годы около 75 000 осуждённых было перевезено в Тасманию. Земля Ван-Димена была отделена от Нового Южного Уэльса и провозглашена самостоятельной колонией с собственной судебной системой и законодательным советом 3 декабря 1825 года.

### Колония Тасмания
Британская колония Тасмания существовала на острове в период с 1856 по 1901 годы, когда она вместе с пятью другими австралийскими колониями вошла в состав Австралийского Союза. Возможность самоуправления колонии появилась в 1850 году, когда парламент Британии принял Закон об австралийских колониях, предоставив им всем право законодательной власти. Законодательный совет Земли Ван-Димена принял конституцию в 1854 году, которая была санкционирована королевой Викторией в 1855 году. В конце этого же года Тайный совет утвердил изменение названия колонии с «Земля Ван-Димена» на «Тасмания». В 1856 году впервые собрался вновь избранный двухпалатный парламент, утвердив, таким образом, Тасманию в качестве самоуправляемой колонии Британской империи.
Экономика колонии была подвержена спадам и падениям, но на протяжении основного времени испытывала устойчивый рост. Имея незначительные внешние угрозы и прочные торговые связи с империей, во второй половине XIX века колония Тасмания прошла через целый ряд благоприятных периодов, став одним из мировых центров судостроения. Колония создала собственные вооружённые силы, которые сыграли значительную роль во Второй англо-бурской войне в Южной Африке. В ходе этой войны тасманийские солдаты были награждены двумя первыми для австралийцев Крестами Виктории. Тасманийцы проголосовали за создание федерации с наибольшим перевесом среди всех австралийских колоний, и 1 января 1901 года колония Тасмания стала австралийским штатом Тасмания.

### XX век
Штат значительно пострадал от пожаров 1967 года, принёсших материальный ущерб и гибель людей. В 1970-х годах правительство объявило о планах по заполнению водой озера Педдер, имеющего большое значение для окружающей среды. Разрушение Тасманова моста, в который в 1975 году врезался сухогруз MV Lake Illawarra, сделало почти полностью невозможным пересечение реки Деруэнт в районе Хобарта до октября 1977 года. Внимание международной общественности привлекла кампания против проекта строительства плотины Франклин на реке Гордон в начале 1980-х годов. Эта кампания способствовала развитию движения зелёных. 28 апреля 1996 года произошёл инцидент, известный как массовое убийство в Порт-Артуре, когда Мартин Брайант застрелил 35 человек (как местных жителей, так и туристов) и ранил 22. После этого правила использования огнестрельного оружия были немедленно пересмотрены, новые законы о владении оружием были приняты по всей стране, а закон штата Тасмания стал самым строгим в Австралии. В апреле 2006 года небольшое землетрясение вызвало обрушение шахты Биконсфилд. Один человек погиб, двое оставались отрезанными под землёй в течение 14 дней. Тасманийское общество некоторое время было разделено на сторонников и противников строительства целлюлозно-бумажного комбината Белл Бэй. Сторонники ратовали за создание новых рабочих мест, тогда как противники указывали, что загрязнение окружающей среды отрицательно скажется как на рыболовной промышленности, так и на развитии туризма.

## Политическое устройство
Форма политического устройства Тасмании определяется конституцией, датируемой 1856 годом, хотя с тех пор в неё было внесено множество изменений. Тасмания является штатом Австралийского Союза, и её взаимоотношения с союзом и распределение полномочий между различными уровнями власти регулируются Конституцией Австралии.
Тасмания представлена в Сенате 12 сенаторами на равной основе с другими штатами. В Палате представителей Тасмания имеет право на 5 мест, что представляет собой минимум, обеспечиваемый конституцией. В общем случае число членов Палаты представителей от каждого штата определяется пропорционально населению, и Тасмания никогда не могла получить 5 место только на основании этого принципа. Выборы в нижнюю палату тасманийского Парламента проходят на базе многомандатной пропорциональной системы.
На выборах в парламент Тасмании 2002 года лейбористская партия получила 14 из 25 мест в нижней палате. Число голосов, поданных за либеральную партию, значительно уменьшилось, и она смогла получить только 7 мест. Зелёные получили 4 места, что составляет более 18 % голосов населения, наибольшее представительство зелёных в любом из парламентов мира. 23 февраля 2004 года, после постановки диагноза рака лёгких, премьер Джим Бэкон подал в отставку. В течение своего последнего месяца у власти он развернул энергичную антитабачную кампанию, что вылилось в запрет на курение во многих общественных местах, в том числе в пабах. Умер он четыре месяца спустя. На посту премьера Бэкона сменил Пол Леннон. После двух лет пребывания у власти руководимая им партия выиграла выборы 2006 года. Леннон подал в отставку в 2008 году. Его сменил Дэвид Барлетт, который после выборов 2010 года сформировал совместно с зелёными коалиционное правительство. Барлетт подал в отставку в январе 2011 года. Его преемником стала Лара Джиддингс — первая женщина, являющаяся премьером Тасмании.
В Тасмании имеется несколько относительно незагрязнённых экологически значимых регионов. В этой связи местные экономические проекты должны соответствовать строгим требованиям в отношении экологии, в противном случае они автоматически отвергаются. Выдвигавшиеся в конце XX века проекты строительства гидроэлектростанций оказались спорными. В 1970-х годах общественное движение против проекта строительства плотины на озере Педдер вылилось в создание Объединённой тасманийской группы — первой в мире партии зелёных.
В 2008 году правительство штата изъяло из ведения муниципальных властей всю инфраструктуру снабжения питьевой водой и создало Водную корпорацию, которая имеет полный контроль над этими активами и неподотчётна муниципальным властям.

## Административное деление
Территория штата Тасмания разделена на 29 районов местного самоуправления: 6 городов (City) и 23 муниципалитета (Municipality). Советы районов выполняют различные функции, такие как городское планирование, дорожная инфраструктура, вывоз мусора и т. д.

## Население
На март 2022 года население Тасмании составляло 571 165 человек. Большая часть жителей — англо-австралийцы (83,6 %). Эту нацию образовали преимущественно потомки иммигрантов из Великобритании и Ирландии. Они привыкли отсчитывать свою историю с 1788 года, когда на остров заехали первые колонисты. Около 1 % жителей смешанного (европеоидно-австралоидного) происхождения причисляют себя к аборигенам-тасманийцам, коренному населению Тасмании. Также тут есть китайцы, индийцы и другие народности.
Государственным языком является английский, на котором говорит 91,7 % населения. Сведений об исконных языках острова — тасманийских — имеется очень мало; существует искусственный язык на основе этих сведений — палава-кани.
Преобладающее большинство населения, включая аборигенов, — христиане (больше всего прихожан англиканской церкви — 20,4 %, затем идут католики — 15,6 %, представители объединённой церкви — 3,8 %, нерелигиозные жители и атеисты — 37,8 %.

## Экономика
Традиционными отраслями экономики Тасмании являются добыча полезных ископаемых (медь, цинк, олово и железо), сельское хозяйство, лесозаготовки и туризм. Важной статьёй экспорта является рыба и морепродукты (атлантический лосось, галиотис, лангусты).
На протяжении последних 15 лет в Тасмании активно развивается производство новой для штата сельскохозяйственной продукции: вино, шафран, ромашка, вишня.
В течение 1990-х годов в промышленности Тасмании наблюдался спад, что привело к оттоку на материк некоторой части квалифицированных рабочих — в основном, в крупные промышленные центры, такие как Мельбурн и Сидней. Тем не менее с 2001 года положение экономики Австралии начало улучшаться. Благоприятный экономический климат во всей Австралии, низкие авиационные тарифы и ввод в строй двух новых паромов создали условия для притока туристов на остров.
Сегодня основная часть населения Тасмании работает в государственных организациях. Среди других крупных работодателей — «Федерал Групп», владелец нескольких отелей и двух казино, и «Ганнс Лиметед», крупнейшая в штате лесозаготовительная компания. В конце 1990-х годов, после внедрения широкополосной оптоволоконной связи с дешёвым доступом, многие австралийские компании перевели свои колл-центры в Тасманию.
Из-за недооценки в начале 2000-х годов и возросшего уровня внутриавстралийской и международной иммиграции в Тасманию рынок недвижимости штата переживал в последние годы бурный рост даже на фоне бума жилищного рынка Австралии. Недостаток сдаваемого в аренду жилья создаёт трудности для многих тасманийцев с низким уровнем доходов.

## Транспорт
Связь с материком обеспечивается регулярными авиарейсами, а также ежедневно действующей паромной переправой «Мельбурн — Девонпорт».
Основными авиаперевозчиками Тасмании являются «Qantas» с дочерней «Jetstar Airways», а также «Virgin Blue», осуществляющие прямые рейсы в Мельбурн, Сидней, Брисбен и Аделаиду. Низкобюджетная авиакомпания «Tiger Airways» начала перелёты между Мельбурном и Лонсестоном в ноябре 2007 года и Хобартом в январе 2008 года. Основные аэропорты: Международный аэропорт Хобарта (регулярные международные рейсы не осуществляются с 1990-х годов) и Аэропорт Лонсестона. Из небольших Аэропорта Берни и Аэропорта Девонпорта выполняются рейсы в Мельбурн авиакомпаниями «Regional Express Airlines» и «QantasLink», соответственно.
Каботажные морские маршруты обслуживаются автомобильно-пассажирскими паромами «Bass Strait» компании «TT-Line». С 1986 года судно «MS Abel Tasman» совершало 6 ночных рейсов в неделю между Девонпортом и Мельбурном. В 1993 году его сменило судно «MS Spirit of Tasmania», работавшее по тому же расписанию. В 2002 году ему на смену пришли два быстроходных парома — «MS Spirit of Tasmania I» и «MS Spirit of Tasmania II» — что позволило увеличить количество ночных рейсов до 14 в неделю, вместе с одним дневным рейсом в пиковый период. В январе 2004 года третий, немного меньший паром «MS Spirit of Tasmania III» начал курсировать по маршруту Хобарт — Сидней. Эта линия была закрыта правительством Тасмании в июне 2006 года из-за недостаточного пассажиропотока. Действуют также паромные линии из Бридпорта на остров Флиндерс и в Порт Уэлшпул. Два контейнерных судна, принадлежащие «Toll Shipping», совершают ежедневные рейсы между Берни и Мельбурном. В порт Хобарта также заходят круизные лайнеры.
В штате расположена компания «Incat», производитель высокоскоростных катамаранов с алюминиевым корпусом, на которых был установлен ряд рекордов скорости. Правительство штата пыталось использовать их для перевозок через Бассов пролив, но в конечном итоге вынуждено было отказаться от этой идеи из-за сомнений в живучести и приспособленности этих судов для работы в экстремальных погодных условиях, временами возникающих в проливе.
Тасмания, в частности, Хобарт, служит основной базой для морской связи Австралии с Антарктидой. В Кингстоне расположен Австралийский антарктический отдел. Хобарт является базовым портом для французского корабля «l’Astrolabe», снабжающего Французские Южные и Антарктические территории. Хобарт является вторым по глубине портом мира, уступая только Рио-де-Жанейро в Бразилии.
Основным транспортом внутри штата является автомобильный. С 1980-х годов многие шоссейные дороги были модернизированы. В частности, были построены южный обход Хобарта, южный обход Лонсестона, реконструированы автострады Басс и Хьюон. Общественный транспорт представлен автобусами компании «Метро Тасмания».
Железнодорожный транспорт Тасмании представлен узкоколейными линиями, соединяющими 4 главных города и горнодобывающие и лесозаготовительные предприятия на западном побережье и на северо-западе. Оператором сети является «TasRail», дочерняя компания «Pacific National». Регулярные пассажирские перевозки в штате были прекращены в 1977 году. В настоящее время осуществляются только грузовые перевозки, также существуют туристические поезда в определённых районах —например, туристическая зубчатая железная дорога «West Coast Wilderness Railway».

## Культура

### Кухня
В колониальный период в большинстве районов Тасмании была представлена типичная английская кухня. Прибытие иммигрантов из других стран привело к тому, что в Тасмании сейчас присутствует широкое использование ресторанов с кухнями различных народов. В Тасмании имеется множество виноделен, расположенных в различных районах по всему острову. Тасманийское пиво — в частности, бренды Boag’s и Cascade — известно и продаётся на материке. Остров Кинг у северо-западного побережья Тасмании имеет репутацию бутика сыров и молочных продуктов. Тасманийцы также потребляют большое количество морепродуктов (лангусты, большеголов, лосось).

### Культурные события
В целях развития туризма правительство Тасмании поощряет и поддерживает проведение на острове ряда ежегодных мероприятий. Наибольшую известность получила регата Сидней — Хобарт, начинающаяся в Сиднее в День подарков и заканчивающаяся в Доке Конституции в Хобарте через 3-4 дня, во время проведения ежегодного фестиваля еды и вина «Вкус Тасмании».
Ралли «Тарга Тасмания» привлекает гонщиков мирового класса, его этапы проводятся по всему острову в течение 5 дней. Среди сельских и региональных мероприятий можно выделить Агфест, трёхдневное сельскохозяйственное шоу, проходящее в посёлке Каррик в начале мая, а также Роял Хобарт Шоу и Роял Лонсестон Шоу, проводящиеся в октябре. Музыкальные мероприятия: Фестиваль Фоллс в заливе Мэрион (фестиваль штата Виктория, теперь проходящий и в Виктории, и в Тасмании в последний вечер года), МС Фест в Лонсестоне (благотворительная акция в помощь больным с рассеянным склерозом) и Фестиваль Соуферн Рутс, проходящий на Пасху в Хобарте. Последним нововведением стал фестиваль искусств 10 дней на острове.

### Музыка и театр
Музыкальная сцена Тасмании разнообразна, начиная от Тасманийского симфонического оркестра, выступающего в Концертном зале Федерации, и заканчивая большим количеством маленьких групп, камерных оркестров, струнных квинтетов, саксофонных ансамблей и солистов, выступающих на множестве площадок по всему штату. В Тасмании работает ряд ярких композиторов, включая Константина Кукиаса, Марию Гренфелл и Дона Кея, являющегося шефом Союза композиторов Тасмании. В Тасмании расположен один из ведущих в Австралии коллективов современной музыки, Музыкальный театр и опера IHOS, а также евангельский хор «Соуферн госпел хор». Одна из наиболее известных австралийских металлических групп — «Psycroptic» — была основана в Тасмании. Известная нуар-роковая группа «The Paradise Motel» и пауэр-поп группа «The Innocents» принадлежат к числу местных коллективов. Помимо сезона классической музыки и множества концертов местных и гастролирующих групп по всему штату, двумя главными событиями музыкального года становятся Фестиваль Фоллс в летние праздники и Carols by Candlelight перед Рождеством.
Первый сезон австралийской версии реалити-шоу «The Mole» был снят в основном в Тасмании, а финал проходил в известной тюрьме в Порт-Артуре.

### Кино
Наиболее известными фильмами, снятыми в Тасмании, являются «История Руби Роуз» (1987), «Последняя исповедь Александра Пирса» (2008) и «Земля Ван-Димена» (2009). Во всех из них пейзаж Тасмании является важным элементом, а сюжетами двух последних стали эпизоды из истории каторжных поселений в Тасмании. На Тасмании снимались некоторые эпизоды семейного фильма «Наполеон» (1995).
В 2011 году на экраны вышел фильм «Охотник», который также был снят в Тасмании.
В 2016 году на экраны вышел фильм «Свет в океане» (The Light Between Oceans), съёмки которого также осуществлялись в Тасмании, в городке Стэнли. Стэнли расположен на небольшом узком полуострове на северо-западе Тасмании, который выдаётся в Бассов пролив и оканчивается мысом Норт-Пойнт (англ. North Point).

### Визуальные искусства
Биеннале Tasmanian Living Artists' Week — десятидневный фестиваль тасманийских визуальных художников, проводящийся на различных площадках по всему штату. В четвёртом фестивале в 2007 году участвовало более 1000 художников. Два местных художника стали обладателями престижной австралийской премии для портретистов Archibald Prize: Джек Карингтон Смит в 1963 году за портрет профессора Джеймса Мак-Ауэланда и Джеффри Дайер в 2003 году за портрет писателя Ричарда Фланагана. Фотографы Олегас Тручанас и Пётр Домбровскис известны работами, ставшими культовыми для движения против проектов строительства плотины на озере Педдер и дамбы Франклин. Родившийся в Англии художник Джон Гловер известен своими пейзажами Тасмании.

## Средства массовой информации

### Телевидение
В Тасмании имеется пять телевизионных компаний, вещающих через местные телеканалы:
- ABC Tasmania (цифровой и аналоговый), ежедневный выпуск местных новостей в 19-00
- SBS One (цифровой и аналоговый)
- Southern Cross Television Tasmania (цифровой и аналоговый), принадлежит сети Seven Network
- WIN Television Tasmania (цифровой и аналоговый), принадлежит сети Nine Network
- Tasmanian Digital Television (только цифровой), принадлежит сети Network Ten

В дополнение к собственному производству телекомпании осуществляют ретрансляцию национальных каналов.